# اچ‌ام‌اس آر۴
اچ‌ام‌اس آر۴ (به انگلیسی: HMS R4) یک زیردریایی بود که طول آن ۱۶۳ فوت (۵۰ متر) بود. این زیردریایی در سال ۱۹۱۸ ساخته شد.